# Rivière des Abénaquis
Pour les articles homonymes, voir Abénakis (homonymie).
Ne doit pas être confondu avec Rivière des Abénaquis (rivière Etchemin).
La rivière des Abénaquis coule dans les municipalités de Sainte-Aurélie et de Saint-Prosper, dans la municipalité régionale de comté MRC Les Etchemins, dans la région administrative de Chaudière-Appalaches, au Québec, au Canada.
C'est un affluent de la rive est de la rivière Famine laquelle coule vers le sud-ouest pour se déverser sur la rive est de la rivière Chaudière ; cette dernière coule vers le nord pour aller se déverser sur la rive sud du fleuve Saint-Laurent.

## Géographie
Les principaux bassins versants de la rivière des Abénaquis sont :
- côté nord : rivière Famine, ruisseau Morin, rivière Veilleux, ruisseau Boisé ;
- côté est : Rivière Saint-Jean Sud-Ouest ;
- côté sud : rivière Metgermette Nord, rivière Metgermette, rivière des Abénaquis Sud-Ouest, rivière des Abénaquis Sud-Est ;
- côté ouest : rivière Famine.

La rivière des Abénaquis prend sa source au lac des Abénaquis (longueur : 2,1 km ; altitude : 430 m) dans le canton de Metgermette-Nord, dans Sainte-Aurélie. Ce lac est situé au nord du centre du village de Saint-Zacharie et à l'est du hameau "Quatre-Chemins".
À partir du lac des Abénaquis, la rivière des Abénaquis coule sur 27,7 km répartis selon les segments suivants :
- 6,0 km vers le nord, dans le canton de Metgermette-Nord, dans la municipalité de Sainte-Aurélie jusqu'à la confluence de la décharge (venant de l'est) du lac Fortin (altitude : 410 m) ;
- 3,4 km vers l'ouest jusqu'à la limite de la municipalité de Saint-Prosper ;
- 1,4 km vers l'ouest en traversant les lacs Pruneau, jusqu'à la 50e rue près du hameau La Merisière ;
- 1,3 km vers l'ouest, jusqu'à la route 275 ;
- 4,1 km vers l'ouest, jusqu'à la 30e rue qu'elle coupe à 2,1 km au sud du centre du village de Saint-Prosper-de-Dorchester ;
- 5,2 km vers le nord-ouest jusqu'à la route 204 (8e rue) qu'elle coupe à 1,0 km au sud-ouest du hameau Quatre-Chemins ;
- 6,3 km vers l'ouest, en recueillant les eaux du ruisseau des Gelottes, jusqu'à sa confluence.

La rivière des Abénaquis se déverse sur la rive sud de la rivière Famine. Cette confluence est située en aval des Chutes du Diable.

## Toponymie
Selon une déclaration de 1884 de Jos. Laurent, un chef amérindien abénaquis, l'appellation de cette rivière origine du terme « Wôbanaki », signifiant « terre ou pays de l'Est ». « Wôban » signifie « point du jour » et le terme diminutif « aki » est utilisé dans la composition des mots concernant la terre, l'étendue ou la région. Selon lui, Wôbanaki a un autre sens, celui d'un Indien d'où la lumière du jour arrive, autrement dit celle d'un Indien arrivant de l'Est. Le terme « Wôbanakiak » constitue la forme plurielle du nom.
Le toponyme « rivière des Abénaquis » a été officialisé le 5 décembre 1968 à la Commission de toponymie du Québec.